# Giampaolo Capovilla
Giampaolo Capovilla (* 30. Oktober 1945 in Padua; † 11. Oktober 1997) war ein italienischer Maler, Schauspieler und Filmregisseur.

## Leben
Capovilla spielte in zwei Filmen von Roberto Rossellini und einem von Bernardo Bertolucci und inszenierte 1968 den vom Centro Sperimentale di Cinematografia produzierten, selbstgeschriebenen Tabula rasa, in dem er auch spielte und der beim Festival von Pesaro gezeigt wurde, jedoch nur minimalen Kinoeinsatz erhielt. Später widmete er sich der Malerei.

## Filmografie (Auswahl)
- 1968: Partner